# Pseudantonina texana
Pseudantonina texana är en insektsart som beskrevs av Ferris 1953. Pseudantonina texana ingår i släktet Pseudantonina och familjen ullsköldlöss. Inga underarter finns listade i Catalogue of Life.